# Würzburg (district)
Districtul Würzburg este un district rural (germană: Landkreis) din regiunea administrativă Franconia Inferioară, landul Bavaria, Germania.

## Orașe și comune
| orașe 1. Aub (1.608) 2. Eibelstadt (2.886) 3. Ochsenfurt (11.502) 4. Röttingen (1.675) comune (târg) 1. Bütthard (1.289) 2. Eisenheim (1.340) 3. Frickenhausen am Main (1.277) 4. Gelchsheim (848) 5. Giebelstadt (4.360) 6. Helmstadt (2.631) 7. Höchberg (9.370) 8. Neubrunn (2.339) 9. Randersacker (3.423) 10. Reichenberg (4.045) 11. Remlingen (1.510) 12. Rimpar (7.760) 13. Sommerhausen (1.673) 14. Winterhausen (1.522) 15. Zell a.Main (4.153) | comune 1. Altertheim (2.144) 2. Bergtheim (3.461) 3. Bieberehren (996) 4. Eisingen (3.611) 5. Erlabrunn (1.601) 6. Estenfeld (4.910) 7. Gaukönigshofen (2.391) 8. Gerbrunn (6.246) 9. Geroldshausen (1.255) 10. Greußenheim (1.633) 11. Güntersleben (4.431) 12. Hausen b.Würzburg (2.332) 13. Hettstadt (3.832) 14. Holzkirchen (956) 15. Kirchheim (2.194) 16. Kist (2.480) 17. Kleinrinderfeld (2.090) 18. Kürnach (4.387) 19. Leinach (3.217) 20. Margetshöchheim (3.243) 21. Oberpleichfeld (1.040) 22. Prosselsheim (1.193) 23. Riedenheim (786) 24. Rottendorf (5.238) 25. Sonderhofen (827) 26. Tauberrettersheim (837) 27. Theilheim (2.387) 28. Thüngersheim (2.779) 29. Uettingen (1.920) 30. Unterpleichfeld (2.779) 31. Veitshöchheim (10.120) 32. Waldbrunn (2.557) 33. Waldbüttelbrunn (5.061) |

1. 1 2 3  GeoNames